# Спина ди Гвалдо (Мачерата)
Спина ди Гвалдо је насеље у Италији у округу Мачерата, региону Марке.
Према процени из 2011. у насељу је живело 3 становника. Насеље се налази на надморској висини од 1338 м.